# المشاعر (بعدان)

تعديل مصدري - تعديل

المشاعر هي إحدى قرى عزلة ضابي بمديرية بعدان التابعة لمحافظة إب، بلغ تعداد سكانها 495 نسمة حسب تعداد اليمن لعام 2004.